# Diomédé (fille de Xouthos)
Pour les articles homonymes, voir Diomède (homonymie).
Dans la mythologie grecque, Diomédé ou Diomède (en grec ancien Διομήδη / Diomếdê) est la fille de Xouthos. Elle épouse le roi de Phocide Déion et devient la mère d'Astérodia, Énétos, Actor, Phylacos et Céphale.